# Osowo Lęborskie (przystanek kolejowy)
Osowo Lęborskie – nieczynny przystanek osobowy w Osowie Lęborskim, w województwie pomorskim, w Polsce. Ruch na stacji obsługiwany był do roku 1980, kiedy zawieszone zostały przewozy pasażerskie na linii kolejowej nr 237.